# El Khawa
El Khawa (en Árabe argelino: الخاوة, en español: Los hermanos) es una serie de televisión argelina de 2017, producida por Not Found Prod y Wellcom Advertising por El Djazairia One.

## Trama
La serie gira en torno a un misterio familiar, enterrado por más de 20 años, este misterio se reveló después de la muerte del padre. Que trabajó como un famoso empresario y dejó un gran legado tanto dentro como fuera del país. La serie se ocupa de problemas familiares causados por consideraciones materiales.

## Temporadas
| Temporada | Temporada | Episodios | Emisión original   | Emisión original    |
| Temporada | Temporada | Episodios | Inicio             | Final               |
| --------- | --------- | --------- | ------------------ | ------------------- |
|           | 1         | 28        | 25 de mayo de 2017 | 23 de junio de 2017 |